# Andreu Roselló Pàmies
Andreu Roselló Pàmies (Reus, 29 de febrer de 1916 - Barcelona, 11 de març de 1978) va ser un periodista català.
Després dels estudis primaris va marxar a Barcelona amb la seva família, que era de tendència carlina, i als 17 anys entrà a la redacció de El Correo Catalán, diari en el que va treballar quasi fins a la seva mort, esdevinguda després de la desaparició del dictador Francisco Franco. Va ocupar progressivament tots els càrrecs directius del diari: redactor, cap de redacció, subdirector i director des del 1957 fins al 1977. Va ser mestre de periodistes i professor a l'Escola Oficial de Periodisme de Barcelona, i el 1964 va obtenir el premi de periodisme «Jaume Balmes». Respectuós amb tothom i d'idees més aviat democràtiques que no pas una altra cosa, les seves xerrades nocturnes amb el «redactor de guàrdia» eren apreciades i considerades com autèntiques lliçons de vida i de professió per la majoria dels seus subordinats. L'entrada de Jordi Pujol a l'accionariat del diari va ser l'inici de les seves desavinences amb la propietat. Va ser substituït pel periodista i poeta Llorenç Gomis, que tampoc va aconseguir frenar la davallada de vendes de la publicació, que a les bones èpoques d'en Rosselló, havia estat els segon diari més llegit de Catalunya.